# Cortes de Monzón (1542)
Las Cortes de Monzón de 1542 fueron convocadas por el rey Carlos I el 5 de abril. Se celebraron entre el 23 de junio y el 6 de octubre de 1542.
Respecto al principado de Cataluña los temas tratados fueron recurrentes: financiación para la defensa mediterránea frente a los turcos y medidas de control internas de la Generalidad. En concreto, la obligación de liquidar las deudas cuando se abandonaba la institución y la obligatoriedad de que los oidores hiciesen una lista con las deudas encontradas al comienzo de cada mandato. Se puso de manifiesto un claro enfrentamiento entre los diputados y los miembros del Consejo de Ciento, acusándose mutuamente de incompetencia y de desconfianza; detrás de esto había un tema de poder institucional que se manifestó incluso en las formas, con la disputa sobre el lugar que tenía que ocupar el Conseller en cap en las reuniones y que fue causa de la no presentación de los diputados. Con respecto a la economía, se acordó protege el textil, con arancel de un 20% a las importaciones de seda de Francia y Génova. Por otra parte, el rey rechazó un proyecto para hacer un canal que uniese el río Segre con la Plana de Urgel para mejorar el cultivo de cereales.
| Predecesor: Cortes de Monzón (1537) | Cortes Generales de la Corona de Aragón 1542 | Sucesor: Cortes de Monzón (1547) |
| Predecesor: Cortes de Monzón (1537) | Cortes de Aragón 1542                        | Sucesor: Cortes de Monzón (1547) |
| Predecesor: Cortes de Monzón (1537) | Cortes Catalanas 1542                        | Sucesor: Cortes de Monzón (1547) |
| Predecesor: Cortes de Monzón (1537) | Cortes del Reino de Valencia 1542            | Sucesor: Cortes de Monzón (1547) |